# Paranormal Activity 2: Tokyo Night
Paranormal Activity 2: Tokyo Night (titulada: パラノーマル・アクティビティ 第2章 Tokyo Night (Paranōmaru akutibiti dai ni shō: Tōkyō Naito) en Japón y Actividad paranormal 0: El origen en Hispanoamérica) es una película japonesa independiente del género thriller dirigida y escrita por Toshikazu Nagae. La película es un spin-off "no oficial" de la saga Paranormal Activity, y tiene lugar 5 meses después de los acontecimientos de la primera película.
Cronológicamente no se ubica en la línea temporal  de la saga original. En lugar de eso se encuentra en una especie de "universo alternativo" donde sólo existe la primera y tercera entrega.

## Argumento
En marzo de 2007, durante una estadía en San Diego, California, la estudiante japonesa Haruka Yamano (Noriko Aoyama), de 26 años, sufre un accidente automovilístico que le rompe ambas piernas. Luego de regresar a su casa en Tokio, Japón, Shigeyuki, su padre, se va de viaje de negocios al extranjero y la deja con su hermano menor, Koichi (Aoi Nakamura), de 19 años.
Una mañana, Haruka descubre que su silla de ruedas se ha movido a pesar de que las ruedas estaban bloqueadas. Koichi sospecha que se trata de una fuerza paranormal y coloca un montículo de sal en la habitación de Haruka, que se dispersa al día siguiente. A pesar de que Haruka es desdeñoso, Koichi investiga más y, finalmente, lo deja continuar filmando después de que un vaso de vidrio se rompe espontáneamente durante la cena. Pronto, se dan cuenta de que varios objetos alrededor de la casa se han movido por sí solos analizando las imágenes de la cámara. El día en que el amigo de Koichi, Jun Nagoshi (Kōsuke Kujirai), visita con su novia y la amiga de ella, Misuzu Kure, Misuzu grita y echa espuma por la boca mientras examina la habitación de Haruka.
Koichi se pone en contacto con un sacerdote sintoísta para una ceremonia de purificación y, después de que el sacerdote lo haya hecho, les dice a los hermanos que la presencia se ha calmado. Después de dos días sin incidentes, su padre regresa a casa. En la noche 12, la silla de ruedas de Haruka se mueve hacia la cámara y la corta, lo que hace que los hermanos se den cuenta de que la presencia todavía está allí. Koichi intenta ponerse en contacto con el sacerdote sintoísta, pero le dicen que el sacerdote murió de un ataque al corazón después de dejarlos. Los incidentes comienzan a empeorar en violencia, ya que Haruka es arrastrada fuera de la cama por el cabello. Haruka intenta contactar a Shigeyuki, pero este no contesta su celular.
Haruka recuerda a Katie, una mujer involucrada en el mismo accidente automovilístico que interrumpió su viaje. Después de investigarla en línea, cree que el demonio que había poseído a Katie ahora los está atacando. Ella le revela a Koichi que experimentó fenómenos extraños similares mientras se recuperaba en el hospital de Estados Unidos. Esa noche, ella le muestra una extraña marca de mordedura en su brazo antes de perder el conocimiento. Por la mañana, Koichi le coloca un crucifijo en la mano. Después de que se va, Haruka deja caer el crucifijo y se quema, rompiendo las ventanas. Al descubrir el crucifijo chamuscado y los vidrios rotos, Koichi queda conmocionado y devastado.
En la noche 15, Haruka se despierta a la 1 AM y se para junto a la cama de Koichi, mirándolo fijamente durante dos horas mientras duerme. Luego baja las escaleras y grita. Alarmado, Koichi corre y descubre el cadáver de Shigeyuki en el armario. Una Haruka poseída se vuelve violenta, lo que hace que Koichi huya y aborde un taxi. Mientras escapa, Haruka aparece al frente y el taxi la golpea antes de estrellarse.
A través de imágenes de seguridad en una funeraria, Koichi llega para presentar sus respetos a Haruka, quien se cree que murió en el accidente. Cuando quita la sábana, se sorprende al ver que es el cuerpo del taxista. Koichi escucha pasos en el fondo y es repentinamente arrastrado a la oscuridad gritando y la cámara corta. Cuando vuelve a funcionar, Haruka aparece y lo mira fijamente con una sonrisa demoníaca y se escucha un gruñido. Un texto del epílogo dice que los cuerpos de Koichi y Shigeyuki fueron descubiertos por la policía y el paradero de Haruka sigue siendo desconocido.

## Reparto
- Aoi Nakamura como Koichi Sawyer.
- Noriko Aoyama como Haruka Yamano.
- Kazuyoshi Tsumura como Shigeyuki Yamano.
- Kōsuke Kujirai como Jun Nagoshi.
- Maaya Morinaga como Mai Yaguchi.
- Ayako Yoshitani como Misuzu Kure.
- Tōze Yamada como el exorcista.
- Shinji Matsubayashi como el asistente del exorcista.

## Lanzamiento
Paranormal Activity: Tokyo Night salió para alquilar en DVD y Blu-ray el 4 de marzo de 2011. Mientras que el 5 de abril de ese mismo año salió a la venta. La película ha sido subtitulada al inglés y distribuida en Reino Unido por Icon bajo el nombre de Paranormal Activity: Tokyo Night.